# Galleria delle antiche ceramiche abruzzesi
La galleria delle antiche ceramiche abruzzesi ("Museo Acerbo") si trova a Loreto Aprutino, in Abruzzo.

## Descrizione
La collezione delle antiche ceramiche abruzzesi del barone G. Acerbo, è ospitata in altro immobile adibito a museo, ubicato nella strada (salita S. Pietro) sottostante la sua abitazione (c.so del Baio).
Fu fondata nel 1957 da Giacomo Acerbo, ex ministro in epoca fascista e noto collezionista di antiche ceramiche di Castelli. Nella galleria sono esposti più di seicento pezzi che raccontano lo sviluppo dell'attività ceramistica abruzzese dal XV secolo in poi. Sono anche presenti ceramiche e antiche stampe inglesi e francesi che ritraggono i paesaggi d'Abruzzo. Tra i pezzi più pregiati ci sono delle ceramiche rifinite in oro zecchino, riconducibili ai maestri vasai Castellani della famosa famiglia Grue.

## Sale e opere
Sala 1
Collezione di piatti di Francesco Grue del XVII secolo. Il pezzo più antico è un mattone maiolicato con figura femminile del XVI secolo, proveniente dal soffitto della chiesa di San Donato (Castelli) (TE). Sulla parete sinistra ci sono maioliche con figure di santi, appartenenti a Berardino Gentili il Vecchio (1672). Tra le acquasantiere vi sono quelle dedicate alla Madonna col Bambino e a Santa Caterina d'Alessandria. In stile compendiario vi sono orcioli e bottiglie usate dagli antichi farmacisti. Nella parte finale della sala vi sono maioliche di vario colore, con apposita descrizione della fase di maggior sviluppo della ceramica castellana nel Settecento, con la distinzione delle cromature.
Sala 2
Vi è uno specchio centrale con sopra una maiolica dello stemma nobiliare del Barone di Loreto. La ceramica pone al centro lo stemma, con intorno il paesaggio naturale della Val Pescara, con l'iscrizione "in Hostes Acerbus". A destra dello specchio una mattonella delle bottega di Grue del XVIII secolo.
Sala 3
Opere di Carmine Gentili del 1700; tra queste due mattonelle con scene di mitologia classica: Diana al bagno e Trionfo di Bacco e Arianna.
Altre 5 mattonelle illustrano la Parabola del Figliol Prodigo di Francesco Antonio Saverio Grue, caratterizzate dall'uso di abiti settecenteschi. Sempre della bottega Grue, una Madonna col Bambino. 
Sala 4
Conserva la vaschetta frigidaria decorata con scene della vita di David, della bottega Grue i quadri sono finemente lavorati e ricchi di sfumature, con motivi vegetali che dividono le scene. Sulle pareti della sala ci sono scene, tratte dall'Antico Testamento, della bottega Gentili. Di Francesco Antonio Saverio Grue albarelli raffiguranti San Bruno, una fiasca da viaggio con Sant'Eustachio e una mattonella finale decorata con il disegno della Madonna col Bambino con San Giovanni.
Sala 5
Opere di Gesulda Fuina, ceramista tra il XVIII e XIX secolo, che introdurrà la maiolica di colore rosso. Le opere sono piccoli fiori sulla superficie bianca dell'oggetto decorato. Vi sono anche zuppiere in forme elaborate.
Sala 6
Cornici e mattonelle con scene di caccia, pesca e narrazioni bibliche. La più famosa è la Caccia al Cervo di Carlo Antonio Grue. Le opere sono datate XVIII-XIX secolo.